# Nuoto ai XIX Giochi del Mediterraneo - Staffetta 4x100 metri stile libero femminile
La gara della staffetta 4x100 metri stile libero femminile ai XIX Giochi del Mediterraneo si è svolta il 5 luglio 2022. La finale si è disputata nel pomeriggio.

## Podio
| Pos. | Nazione  | Atleta                                                           |
| ---- | -------- | ---------------------------------------------------------------- |
|      | Slovenia | Janja Šegel Neža Klančar Katja Fain Tjaša Pintar                 |
|      | Francia  | Assia Touati Lucile Tessariol Marina Jehl Océane Carnez          |
|      | Italia   | Sonia Laquintana Alice Mizzau Viola Scotto di Carlo Sofia Morini |

## Record
Prima della manifestazione il record del mondo (RM) e il record dei Giochi del Mediterraneo (RG) erano i seguenti.
|  | 3'29"69 | Australia | 25 luglio 2021 Tokyo     |
|  | 3'39"95 | Francia   | 24 giugno 2018 Tarragona |

Durante la competizione è stato migliorato il seguente record:
|  | 3'38"52 | Slovenia | Janja Šegel Neža Klančar Katja Fain Tjaša Pintar |

## Risultati

### Finale
| Pos. | Corsia | Nazione    | Atleta | Tempo   | Note |
| ---- | ------ | ---------- | --- | ------- | ---- |
|      | 7      | Slovenia   | Janja Šegel (54"26) , Neža Klančar (54"07) Katja Fain (54"82) Tjaša Pintar (55"37)                         | 3'38"52 | ,    |
|      | 3      | Francia    | Assia Touati (56"14) Lucile Tessariol (54"63) Marina Jehl (55"11) Océane Carnez (55"69)                    | 3'41"57 |      |
|      | 4      | Italia     | Sonia Laquintana (56"14) Alice Mizzau (56"04) Viola Scotto di Carlo (55"67) Sofia Morini (55"01)           | 3'42"86 |      |
| 4    | 5      | Spagna     | Ainhoa Campabadal (56"88) Lidón Muñoz (54"79) Carmen Weiler (55"91) África Zamorano (56"42)                | 3'44"00 |      |
| 5    | 6      | Turchia    | Sezin Eligül (58"18) İlknur Nihan Çakıcı (56"73) Viktoriya Zeynep Güneş (56"87) Ekaterina Avramova (57"61) | 3'49"39 |      |
| 6    | 2      | Grecia     | Sofia Klikopoulou (57"47) Chrysoula Mitsakou (57"70) Xanthi Mitsakou (58"19) Anna Ntountounaki (57"20)     | 3'50"56 |      |
| 7    | 8      | Portogallo | Francisca Martins (58"01) Ana Rodrigues (57"55) Mariana Cunha (56"88) Camila Rebelo (58"79)                | 3'51"23 |      |
| 8    | 1      | Algeria    | Amel Melih (56"68) Nesrine Medjahed (57"18) Jihane Benchadli (1'00"25) Lilia Sihem Midouni (59"09)         | 3'53"20 |      |